# NGC 5763
NGC 5763 est une vaste et lointaine galaxie elliptique située dans la constellation du Bouvier. Sa vitesse par rapport au fond diffus cosmologique est de 14 462 ± 53 km/s, ce qui correspond à une distance de Hubble de 213 ± 15 Mpc (∼695 millions d'al). NGC 5763 a été découverte par l'astronome américain Lewis Swift en 1886.
Aucun bras spiral n'est visible sur l'image obtenue des données du relevé SDSS, aussi la classification de galaxie elliptique par la base de données HyperLeda semble mieux convenir à cette galaxie.
Selon la base de données Simbad, NGC 5763 est une radiogalaxie.
À ce jour, une mesure non basée sur le décalage vers le rouge (redshift) donne une distance d'environ 162,000 Mpc (∼528 millions d'al). Cette valeur est très loin à l'extérieur des valeurs de la distance de Hubble. 

## Supernova
La supernova SN 1986P a été découverte dans NGC 5763 le 2 juillet 1986 l'astronome américaine Jean Mueller de l'observatoire Palomar. Le type de cette supernova n'a pas été déterminé.